# Acraea poultoni
Acraea poultoni är en fjärilsart som beskrevs av Le Doux 1931. Acraea poultoni ingår i släktet Acraea och familjen praktfjärilar. Inga underarter finns listade i Catalogue of Life.